# Diocesi di Elo (Grecia)
La diocesi di Elo (in latino: Dioecesis Helensis) è una sede soppressa e sede titolare della Chiesa cattolica.

## Storia
Elo, identificabile con Ellos nei pressi di Maratona, è un'antica sede vescovile della Grecia nel Peloponneso suffraganea dell'arcidiocesi di Patrasso nel patriarcato di Costantinopoli.
La sede sembra essere piuttosto tardiva. Non appare infatti nella Notitia Episcopatuum attribuita all'imperatore bizantino Leone VI (886-912), mentre è documentata in quella successiva, chiamata Nea Taktika, redatta nel 940 circa, dove è annoverata al quarto posto fra le suffraganee di Patrasso. Secondo Vitalien Laurent, la diocesi di Elo sarebbe stata eretta all'epoca dell'imperatore Romano I Lecapeno (920-944).
Le Quien attribuisce a questa diocesi due vescovi, Giorgio e Michele, che avrebbero partecipato al Concilio di Costantinopoli dell'879-880 che riabilitò il patriarca Fozio di Costantinopoli. Gli stessi vescovi sono tuttavia inseriti da Le Quien anche nella cronotassi dei titolari di Alia in Frigia, che secondo studi recenti è la reale diocesi di appartenenza dei due vescovi.
Secondo Louis Duchesne, in epoca crociata, la diocesi latina di Andravilla (oggi Andravida) sostituì quella greca di Elo, come parrebbe documentato dal Liber Censuum; Konrad Eubel aggiunge che Andravilla in precedenza era di pertinenza della diocesi di Oleno (o Bolena), come documentato da un contenzioso tra Oleno e Andravilla del 1236.
Dal 1933 Elo è annoverata tra le sedi vescovili titolari della Chiesa cattolica; la sede è vacante dal 13 gennaio 1971.

## Cronotassi

### Vescovi greci
- Giorgio ? † (menzionato nell'879)
- Michele ? † (menzionato nell'879)

### Vescovi titolari
- Hugh Louis Lamb † (15 dicembre 1935 - 28 maggio 1951 nominato vescovo di Greensburg)
- José Joaquim Gonçalves † (22 agosto 1951 - 15 dicembre 1951 nominato vescovo di Espírito Santo)
- José Nepote-Fus, I.M.C. † (18 aprile 1952 - 9 agosto 1966 deceduto)
- William Lawrence Adrian † (4 settembre 1969 - 13 gennaio 1971 dimesso)[7]